# 宁广高速动车组列车
宁广高速动车组列车是中国铁路运行于江苏省省会南京市至广东省省会广州市的高速动车组列车，自2016年5月15日起开行，现合计开行2对列车，客运乘务均由上海局集团南京客运段担任。其中G638/637次列车运行区段为南京南站至广州南站，客运里程1581公里，途经江苏省、安徽省、湖北省、湖南省、广东省五省；G3072/3075次运行区段为南京南站至广州东站，列车客运里程1679公里，途经江苏省、浙江省、安徽省、江西省、广东省五省。

## 历史
2016年5月15日，原武汉~广州南G1113/1128次列车延长至南京南站始发终到。
2016年9月10日，配合铁路调整运行图，广州铁路集团增开往返广州南和南京南的G1744/1743次高速动车组。
2022年6月20日，G1113/1128次列车改车次为G637/638次。
2023年10月11日，配合沪宁沿江高铁开通，G1743次延长至张家港站始发，G1744次延长至太仓站终到。
2024年1月10日，配合广汕高铁及杭昌高铁黄山北至南昌南段开通，新增广州东～南京南G3072/3075次列车。此后2025年1月5日，全国铁路新列车行运图当天，G3072/3075次从杭州西站延长至南京南站始发终到。

## 使用列车
G638/637次列车使用配属于上海局集团南京南动车运用所的CR400BF-AZ；G3072/3075次列车使用配属于上海局集团南京南动车运用所的CR400BF，重联运行。